# Clarence Tinker
El Mayor General Clarence Leonard Tinker (21 de noviembre de 1887 - 7 de junio de 1942) fue un oficial de carrera del ejército de los Estados Unidos, el oficial nativo americano de mayor rango (como miembro de la Nación Osage) y el primero en alcanzar ese rango. Durante la Segunda Guerra Mundial, fue asignado como comandante de la Séptima Fuerza Aérea en Hawaii para reorganizar las defensas aéreas.
Voló para liderar una fuerza durante la Batalla de Midway en junio de 1942; su avión perdió el control y se perdió en el océano. Fue el primer oficial general del ejército de los EE. UU. que murió durante una batalla en la Segunda Guerra Mundial, y el segundo general u oficial de Estados Unidos.
La base de la Fuerza Aérea Tinker en Oklahoma City, Oklahoma, lleva su nombre en su honor.